# 草河口站
草河口站位于中华人民共和国辽宁省本溪市本溪满族自治县草河口镇，为沈丹铁路上的一个火车站。建于1907年。距离沈阳站148公里，丹东站129公里，隶属沈阳局集团管辖。现为四等站。